# Maicon Thiago Pereira de Souza
Maicon Thiago Pereira de Souza (Rio de Janeiro, 14 settembre 1985) è un ex calciatore brasiliano, di ruolo centrocampista.

## Statistiche

### Presenze e reti nei club
Statistiche aggiornate al 30 novembre 2017.
| Stagione           | Squadra            | Campionato         | Campionato | Campionato | Coppe nazionali | Coppe nazionali | Coppe nazionali | Coppe continentali | Coppe continentali | Coppe continentali | Altre coppe | Altre coppe | Altre coppe | Totale | Totale |
| Stagione           | Squadra            | Comp               | Pres       | Reti       | Comp            | Pres            | Reti            | Comp               | Pres               | Reti               | Comp        | Pres        | Reti        | Pres   | Reti   |
| ------------------ | ------------------ | ------------------ | ---------- | ---------- | --------------- | --------------- | --------------- | ------------------ | ------------------ | ------------------ | ----------- | ----------- | ----------- | ------ | ------ |
| 2007-2008          | Duisburg           | BL                 | 20         | 1          | CG              | 1               | 0               |                    | -                  | -                  |             | -           | -           | 21     | 1      |
| 2008-2009          | Duisburg           | 2L                 | 8          | 2          | CG              | 0               | 0               |                    | -                  | -                  |             | -           | -           | 8      | 2      |
| Totale Duisburg    | Totale Duisburg    | Totale Duisburg    | 28         | 3          |                 | 1               | 0               |                    | -                  | -                  |             | -           | -           | 29     | 3      |
| 2009               | Figueirense        | B                  | 12         | 1          |                 | -               | -               |                    | -                  | -                  |             | -           | -           | 12     | 1      |
| 2010               | Figueirense        | B                  | 33         | 5          |                 | -               | -               |                    | -                  | -                  |             | -           | -           | 33     | 5      |
| 2011               | Figueirense        | A1/SP+A            | 15+29      | 3+1        |                 | -               | -               |                    | -                  | -                  |             | -           | -           | 44     | 4      |
| Totale Figueirense | Totale Figueirense | Totale Figueirense | 89         | 10         |                 | -               | -               |                    | -                  | -                  |             | -           | -           | 89     | 10     |
| 2012               | San Paolo          | A1/SP+A            | 14+32      | 0+5        | CB              | 8               | 1               | CS                 | 5                  | 1                  |             | -           | -           | 59     | 7      |
| 2013               | San Paolo          | A1/SP+A            | 11+26      | 1+0        |                 | -               | -               | CL+CS              | 5+6                | 0                  | SB+RS       | 1+1         | 0           | 50     | 1      |
| 2014               | San Paolo          | A1/SP+A            | 16+19      | 0+1        | CB              | 6               | 0               | CS+CL              | 4+1                | 0                  |             | -           | -           | 46     | 1      |
| Totale San Paolo   | Totale San Paolo   | Totale San Paolo   | 77         | 6          |                 | 14              | 1               |                    | 21                 | 1                  |             | 2           | 0           | 114    | 8      |
| 2015               | Gremio             | A1/SP+A            | 0+4        | 0          | CB              | 2               | 0               |                    | -                  | -                  |             | -           | -           | 6      | 0      |
| 2016               | Gremio             | A1/SP+A            | 2+9        | 0          | CB              | 2               | 0               | CL                 | 0                  | 0                  | -           | -           | -           | 14     | 0      |
| 2017               | Gremio             | A1/SP+A            | 7+15       | 0+2        | CB              | 1               | 0               | CL                 | 5                  | 0                  | -           | -           | -           | 28     | 2      |
| Totale Grêmio      | Totale Grêmio      | Totale Grêmio      | 52         | 1          |                 | 13              | 0               |                    | 9                  | 1                  |             | -           | -           | 74     | 2      |
| Totale carriera    | Totale carriera    | Totale carriera    | 318        | 21         |                 | 28              | 1               |                    | 30                 | 2                  |             | 2           | 0           | 378    | 24     |

## Palmarès

### Club

#### Competizioni statali
- Campionato Carioca: 1

Fluminense: 2005
- Taça Rio: 2

Fluminense: 2005
Madureira: 2006
- Campionato Gaúcho: 1

Grêmio: 2018

#### Competizioni internazionali
- Coppa Sudamericana: 1

San Paolo: 2012
- Coppa Libertadores: 1

Grêmio: 2017
- Recopa Sudamericana: 1

Grêmio: 2018

#### Competizioni nazionali
- Coppa del Brasile: 1

Grêmio: 2016